# Najdi.si
Najdi.si je slovenski spletni imenik in iskalnik, ki ga upravlja podjetje TSmedia, ki je v lasti Telekoma Slovenije. Mesečno ga obišče blizu 500 tisoč različnih uporabnikov in je po rezultatih merjenja spletne obiskanosti (MOSS) na 3. mestu  po obiskanosti slovenskih spletnih mest.
Iskalnik najdi.si uporabnikom poleg iskanja po slovenskem in svetovnem spletu ponuja še številne brezplačne funkcionalnosti, kot so zemljevid, vse slovenske novice na enem mestu, iskalnik podjetij, igre, recepte in druge zanimive vsebine.